# Batrisodes spretus
Batrisodes spretus är en skalbaggsart som först beskrevs av Leconte 1849.  Batrisodes spretus ingår i släktet Batrisodes och familjen kortvingar. Inga underarter finns listade i Catalogue of Life.